# Iso Hietajärvi (sjö i Posio, Lappland, Finland)
Iso Hietajärvi och Pieni Hietajärvi eller Hietajärvet är sjöar i Finland. De ligger i kommunen Posio i landskapet Lappland, i den norra delen av landet, 700 km norr om huvudstaden Helsingfors. Iso Hietajärvi ligger 247,4 meter över havet. Arean är 82,9 hektar och strandlinjen är 7,09 kilometer lång. Sjön  ingår i Kemi älvs huvudavrinningsområde. 